# Трофей Реда Тілсона
Трофей Реда Тілсона (англ. Red Tilson Trophy) — нагорода, котра вручається найціннішому гравцю сезону хокейної ліги Онтаріо.
Трофей названий на честь Альберта «Реда» Тілсона, котрий був убитий у Європі під час другої світової війни. Тілсон був найкращим бомбардиром ОХА (нині називається ОХЛ) у сезоні 1942-43 років: у 22 поєдинках у складі команди Ошава Дженералс він набрав 57 (19+38) очок.
Вперше трофей було вручено в 1945 році.

## Володарі
| - 2024-25 Майкл Міса, Сагіно Спіріт - 2023-24 Істон Коуен, Лондон Найтс - 2022-23 Метью Маджжіо, Віндзор Спітфаєрс - 2021-22 Ваєтт Джонстон, Віндзор Спітфаєрс - 2020-21 Скасовано через пандемію COVID-19 - 2019-20 Марко Россі, Оттава 67-і - 2018-19 Укко-Пекка Луукконен, Садбері Вулвс - 2017-18 Жордан Курой, Сарнія Стінг - 2016-17 Алекс Дебрінкет, Ері Отерс - 2015-16 Мітчелл Марнер, Лондон Найтс - 2014-15 Коннор Мак-Девід, Ері Отерс - 2013-14 Коннор Браун, Ері Отерс - 2012-13 Вінсент Трочек, Плімут Вейлерс - 2011-12 Майкл Гаузер, Лондон Найтс - 2010-11 Райан Елліс, Віндзор Спітфаєрс - 2009-10 Тайлер Сегін, Плімут Вейлерс - 2008-09 Коді Годжсон, Брамптон Бетальєн - 2007-08 Джастін Азеведо, Кітченер Рейнджерс - 2006-07 Джон Таварес, Ошава Дженералс - 2005-06 Войтек Вольські, Брамптон Бетальєн - 2004-05 Корі Перрі, Лондон Найтс - 2003-04 Корі Лок, Оттава 67-і - 2002-03 Корі Лок, Оттава 67-і - 2001-02 Бред Бойс, Ері Отерс - 2000-01 Бред Бойс, Ері Отерс - 1999-00 Ендрю Рейкрофт, Кінгстон Фронтенакс - 1998-99 Браян Кемпбелл, Оттава 67-і - 1997-98 Девід Легванд, Плімут Вейлерс - 1996-97 Елін Макколі, Оттава 67-і - 1995-96 Елін Макколі, Оттава 67-і - 1994-95 Девід Лінґ, Кінгстон Фронтенакс - 1993-94 Джейсон Еллісон, Лондон Найтс - 1992-93 Пет Пик, Детройт Джуніор Ред-вінгс - 1991-92 Тодд Сімон, Ніагара-Фоллс Тандер - 1990-91 Ерік Ліндрос, Ошава Дженералс - 1989-90 Майк Річчі, Пітерборо Пітс - 1988-89 Браян Фогерті, Ніагара-Фоллс Тандер - 1987-88 Ендрю Кесселз, Оттава 67-і - 1986-87 Скотт Маккрорі, Ошава Дженералс - 1985-86 Рей Шеппард, Корнвол Роялс - 1984-85 Вейн Ґрул, Су Сейнт Мері Грейхаундс | - 1983-84 Джон Такер, Кітченер Рейнджерс - 1982-83 Даг Гілмор, Корнвол Роялс - 1981-82 Дейв Сімпсон, Лондон Найтс - 1980-81 Ерні Ґодден, Віндзор Спітфаєрс - 1979-80 Джим Фокс, Оттава 67-і - 1978-79 Майк Фоліньйо, Садбері Вулвс - 1977-78 Боббі Сміт, Оттава 67-і - 1976-77 Дейл Маккурт, Сент-Кетерінс Фінкапс - 1975-76 Пітер Лі, Оттава 67-і - 1974-75 Денніс Марук, Лондон Найтс - 1973-74 Джек Валікетт, Су Сейнт Мері Грейхаундс - 1972-73 Рік Міддлтон, Ошава Дженералс - 1971-72 Дон Левер, Ніагара-Фоллс Флаєрс - 1970-71 Дейв Гарднер, Торонто Мальборос - 1969-70 Жильбер Перро, Монреаль Джуніорс Канадієнс - 1968-69 Режан Уль, Монреаль Джуніорс Канадієнс - 1967-68 Волт Ткачук, Кітченер Рейнджерс - 1966-67 Мікі Редмонд, Пітерборо Пітс - 1965-66 Андре Лакруа, Пітерборо Пітс - 1964-65 Андре Лакруа, Пітерборо Пітс - 1963-64 Іван Курнуає, Монреаль Джуніорс Канадієнс - 1962-63 Вейн Макснер, Ніагара-Фоллс Флаєрс - 1961-62 Піт Мартен, Гамільтон Ред-вінгс - 1960-61 Род Жильбер, Гвелф Балтімор Мед-геттерс - 1959-60 Вейн Коннелі, Пітерборо ТіПіТіс - 1958-59 Стен Микита, Сент-Кетерінс Тіпіс - 1957-58 Мюррей Олівер, Гамільтон Тайгер-к'юбс - 1956-57 Френк Маховлич, Торонто Сент-Майклс Меджорс - 1955-56 Рон Говелл, Гвелф Балтімор Мед-геттерс - 1954-55 Генк Кесла, Сент-Кетерінс Тіпіс - 1953-54 Браян Каллен, Сент-Кетерінс Тіпіс - 1952-53 Боб Еттерслі, Ошава Дженералс - 1951-52 Білл Геррінґтон, Кітченер Ґріншортс - 1950-51 Гленн Голл, Віндзор Спітфаєрс - 1949-50 Джордж Армстронг, Торонто Мальборос - 1948-49 Джил Мейєр, Беррі Флаєрс - 1947-48 Джордж Армстронг, Стредфорд Кроелерс - 1946-47 Ед Сендфорд, Торонто Сент-Майклс Меджорс - 1945-46 Тод Слоан, Торонто Сент-Майклс Меджорс - 1944-45 Даг Макмерді, Сент-Кетерінс Фелконс |

Жирний шрифтом позначені прізвища тих хокеїстів, котрі в тому ж сезоні були визнані гравцями року КХЛ.